# Sansregret c. La Reine
Sansregret c. La Reine est un arrêt de principe de la Cour suprême du Canada en rendu 1985 concernant le moyen de défense d'erreur de fait dans une accusation pénale d'agression sexuelle (autrefois qualifiée de viol).

## Les faits
L'appelant John Sansregret et la plaignante vivaient ensemble. Leur relation avait été une relation de discorde et de violence de la part de l'appelant : selon lui il s'agissait de « gifles » ou « rudesse », selon elle il s'agissait de « coups ».
Le 23 septembre 1982, la plaignante a décidé de mettre fin à leur relation. Quelques jours plus tard, l'appelant est devenu furieux et a attaqué la plaignante avec un objet ressemblant à une lime.
La plaignante a réussi à le calmer en gardant l'espoir d'une sorte de réconciliation et en ayant des relations sexuelles avec l'appelant. La plaignante a signalé l'incident à la police, mais aucune accusation n'a été portée.
Le 15 octobre 1982, l'appelant a de nouveau fait irruption dans la maison de la plaignante. L'appelant a ramassé un couteau de boucher et est entré dans la chambre de la plaignante. La plaignante, craignant pour sa vie, a tenté à nouveau de calmer l'appelant en prétendant qu'il y avait un espoir de réconciliation. Ils ont eu des relations sexuelles peu de temps après, mais la plaignante a déclaré qu'elle avait eu des relations sexuelles uniquement pour empêcher d'autres violences de la part de l'appelant. Elle a ensuite porté plainte contre l'appelant pour viol.

## Procès
Le juge du procès a conclu que l'appelant n'était pas coupable de viol au sens de l'art. 143 (a) du Code criminel de cette époque.
En vertu de l'arrêt Pappajohn c. La Reine, une défense d'erreur de fait aurait été admise pour l'accusation pénale de viol quand il y avait une croyance sincère dans ce fait, peu importe que cette croyance ait un caractère raisonnable ou non.
En l'espèce, même si la juge du procès n'a pas cru que la croyance de l'appelant au consentement de la victime était moindrement raisonnable, elle a conclu qu'elle était sincère.

« Comme je l'ai déjà dit, aucune personne raisonnable n'aurait pu sincèrement commettre une erreur de fait. Toutefois, les gens ont une étrange habileté à fermer les yeux devant bien des choses qu'ils ne veulent pas voir et à croire à l'existence de faits comme ils voudraient qu'ils soient. »

## Appel
La Cour d'appel du Manitoba a annulé l'acquittement et a inscrit une déclaration de culpabilité pour viol.
Sansregret se pourvoit en Cour suprême.

## Jugement de la Cour suprême
Le pourvoi de Sansregret est rejeté.
Le jugement a été par William McIntyre au nom d'une Cour unanime.

## Motifs du jugement
Même si l'accusé n'était pas subjectivement conscient qu'il n'y avait pas de consentement, il a fait preuve d'aveuglement volontaire et d'insouciance à l'absence de consentement. La culpabilité qui résulte de l'aveuglement volontaire est le refus de l'accusé de se demander si la plaignante était consentante, alors qu'il était conscient de la nécessité d'une enquête. Mais en l'espèce, il a décidé de ne pas mener enquête parce qu'il ne voulait pas connaître la vérité. Étant donné que l'appelant a volontairement ignoré le consentement de la plaignante, la défense d'erreur de fait ne peut s'appliquer.